# Symfonie nr. 27 (Mozart)
Symfonie nr. 27 in G majeur, KV 199, is een symfonie van Wolfgang Amadeus Mozart. Hij schreef het stuk in april 1773.

## Orkestratie
De symfonie is geschreven voor:
- Twee fluiten.
- Twee hoorns.
- Strijkers.

## Delen
De symfonie bestaat uit drie delen:
- I Allegro.
- II Andantino grazioso.
- III Presto.